# Železní bratři
Železní bratři (v anglickém originále The Iron Claw) je britsko-americký životopisný dramatický sportovní film z roku 2023, které napsal a režíroval Sean Durkin. Pojednává o rodině profesionálních zápasníků Von Erichových, kteří jsou "prokleti" tragédií. Film líčí boj synů majitele wrestlingové společnosti Fritze Von Ericha o úspěch a slávu.
Premiéra filmu Železní bratři se konala 8. listopadu 2023 v Texas Theatre v Dallasu. Ve Spojených státech jej vydala 22. prosince 2023 společnost A24 a ve Spojeném království 9. února 2024 společnost Lionsgate. Film vydělal přes 45 milionů dolarů při rozpočtu 15,9 milionu dolarů a získal pozitivní recenze, přičemž Efronův výkon kritici ocenili a označili jej za nejlepší v jeho kariéře. National Board of Review film zařadil mezi 10 nejlepších filmů roku 2023.

## Obsazení
- Zac Efron jako Kevin Von Erich, druhý nejstarší syn
- Jeremy Allen White jako Kerry Von Erich, čtvrtý nejstarší syn
- Harris Dickinson jako David Von Erich, třetí nejstarší syn
- Maura Tierney jako Doris Von Erich, Fritzova manželka a matka bratrů Von Erichových.
- Stanley Simons jako Mike Von Erich, nejmladší syn
- Michael J. Harney jako Bill Mercer, komentátor wrestlingu
- Holt McCallany jako Jack "Fritz" Von Erich, patriarcha rodiny, bývalý zápasník a majitel WCCW
- Lily James jako Pam Adkisson, Kevinova manželka
- Maxwell Friedman jako Lance Von Erich, zápasník, který není v příbuzenském vztahu a je veden jako člen rodiny.
- Brady Pierce jako Michael Hayes
- Aaron Dean Eisenberg jako Ric Flair
- Kevin Anton jako Harley Race
- Cazzey Louis Cereghino jako Bruiser Brody
- Chavo Guerrero Jr. jako The Sheik
- Ryan Nemeth jako Gino Hernandez
- Scott Innes jako Ringový hlasatel